# Ворен Заир Емри
Ворен Заир-Емри (фр. Warren Zaïre-Emery, Монреј, 8. март 2006) је француски фудбалер који тренутно наступа за Пари Сен Жермен и репрезентацију Француске. Игра на позицији везног играча.

## Успеси
Пари Сен Жермен
- Прва лига Француске (3) : 2022/23,[5] 2023/24,[6] 2024/25.[7]
- Куп Француске (2) : 2023/24,[8] 2024/25.[9]
- Суперкуп Француске (2) : 2023,[10] 2024.[11]
- Лига шампиона (1) : 2024/25.[12]
- УЕФА суперкуп (1) : 2025.[13]
- Светско клупско првенство : финалиста 2025.

Француска до 17
- Европско првенство до 17:  2022.[14]

Појединачни
- Награда Titi d'Or за најбољег талента Пари Сен Жермен академије[15]
- Најбољи млади фудбалер Прве лиге Француске: 2023/24.[16]
- УНФП идеални тим Прве лиге Француске: 2023/24.[17]
- ИФФХС идеални тим света до 20 година: 2023.[18]